# اورشولا ردونسکا
اورشولا ردونسکا (انگلیسی: Urszula Radwańska؛ زادهٔ ۷ دسامبر ۱۹۹۰) یک تنیس‌باز اهل لهستان است.